# Высшая лига по регби-7
Высшая лига по регби-7 — ежегодное соревнование мужских регбийных команд России по регби-7, второй по значимости российский турнир по регби-7 среди мужских команд.
Туры сезона 2025/2026 будут сыграны в период с сентября 2025 по октябрь 2026 года.

## Участники Высшей лиги по регби-7

### Сезон-2023/24
| «Высшая Лига по регби-7» | «Высшая Лига по регби-7» |
| Клуб                     | Город                    |
| ------------------------ | ------------------------ |
| Балтийский шторм-2       | Калиниград               |
| Краснодарский край       | Краснодар                |
| Витязь                   | Пермь                    |
| Университет              | Чита                     |
| Казань                   | Казань                   |
| Ротор                    | Волгоград                |
| Нарвская застава         | Санкт-Петербург          |
| Сибирь                   | Новосибирск              |
| Сборная Дагестана        | Дагестанн                |
| ГБУ ДО МО СШОР           | Москва                   |
| Химик                    | Дзержинск                |
| Сб.Самарской области     | Самара                   |
| МГТУ                     | Москва                   |
| ВИФК                     | Санкт-Петербург          |
| Таганий рог-2            | Таганрог                 |

## Призёры
| Год     | 1-е место        | 2-е место          | 3-е место          |
| ------- | ---------------- | ------------------ | ------------------ |
| 2022/23 | Балтийский шторм | Нарвская застава   | Краснодарский край |
| 2023/24 | Нарвская застава | Балтийский шторм-2 | Краснодарский край |